# Scatha
Scatha is een draak uit de werken van J.R.R. Tolkien.
Scatha was een van de grote draken van de Derde Era die woonden in de Grijze Bergen rond de tijd dat de dwergen uit Moria werden verdreven. Scatha had een grote schat veroverd op andere dwergen.
Uiteindelijk werd Scatha verslagen door Fram zoon van Frumgar van de Éothéod en een voorvader van Eorl de Jonge. Na de dood van Scatha eisten de dwergen de schat op als hun rechtmatige eigendom. Fram reageerde door in plaats van kostbaarheden Scatha's tanden te sturen met de woorden:
"Jewels such as these you will not match in your treasuries, for they are hard to come by."
Hierop ontstond een vete tussen de Éothéod en de dwergen en zij doodden Fram. Uiteindelijk werd deze vete bijgelegd, maar de Éothéod behielden ten minste een deel van de schat. De hoorn die Éowyn eeuwen later aan Merijn Brandebok gaf na de Oorlog om de Ring kwam uit de schat van Scatha.
De naam Scatha is waarschijnlijk afgeleid van het Angelsaksische sceaða, dat crimineel, dief of moordenaar betekent.